# Miragi, Indi
Miragi là một làng thuộc tehsil Indi, huyện Bijapur, bang Karnataka, Ấn Độ.